# Joaquim Pedro de Andrade
Joaquim Pedro Melo Franco de Andrade (Río de Janeiro, Brasil, 25 de mayo de 1932-ib. 10 de septiembre de 1988), conocido simplemente como Joaquim Pedro de Andrade, fue un director, guionista y productor brasileño, que también se ha desempeñado en un par de ocasiones como montajista.

## Biografía
Hijo de Rodrigo Melo Franco de Andrade, fundador del Instituto do Patrimônio Histórico e Artístico Nacional (IPHAN), y de Graciema Prates de Sá, nació el 25 de mayo de 1932 en Río de Janeiro (Brasil) y pasó su infancia entre dicha ciudad y Minas Gerais. Acudió a la Facultad Nacional de Filosofía, donde estudió Física y formó parte del Centro de Estudios Cinematográfico.
En 1957 regresó a Minas Gerais, donde debutó en el cine como asistente de los directores Geraldo y Renato Santos Pereira en Rebelião em Vila Rica.

## Filmografía
| Año  | Película                             | Rol      | Rol       | Rol        | Rol       |
| Año  | Película                             | Director | Guionista | Montajista | Productor |
| ---- | ------------------------------------ | -------- | --------- | ---------- | --------- |
| 1959 | O Poeta do Castelo                   | Sí       | Sí        |            |           |
| 1959 | O Mestre de Apipucos                 | Sí       | Sí        |            |           |
| 1961 | Couro de Gato                        | Sí       | Sí        |            |           |
| 1962 | Garrincha - Alegria do Povo          | Sí       | Sí        | Sí         |           |
| 1962 | Cinco vezes Favela                   | Sí       | Sí        |            |           |
| 1966 | O Padre e a Moça                     | Sí       | Sí        | Sí         | Sí        |
| 1968 | Brasília, Contradições de uma Cidade | Sí       |           |            |           |
| 1969 | Macunaíma                            | Sí       | Sí        |            | Sí        |
| 1972 | Os Inconfidentes                     | Sí       | Sí        |            | Sí        |
| 1975 | Guerra Conjugal                      | Sí       | Sí        |            | Sí        |
| 1976 | Gordos e Magros                      |          |           |            | Sí        |
| 1977 | Contos Eróticos                      | Sí       | Sí        |            |           |
| 1978 | O Aleijadinho                        | Sí       |           |            |           |
| 1982 | O Homem do Pau-Brasil                | Sí       | Sí        |            | Sí        |